# Armeefernsprecher

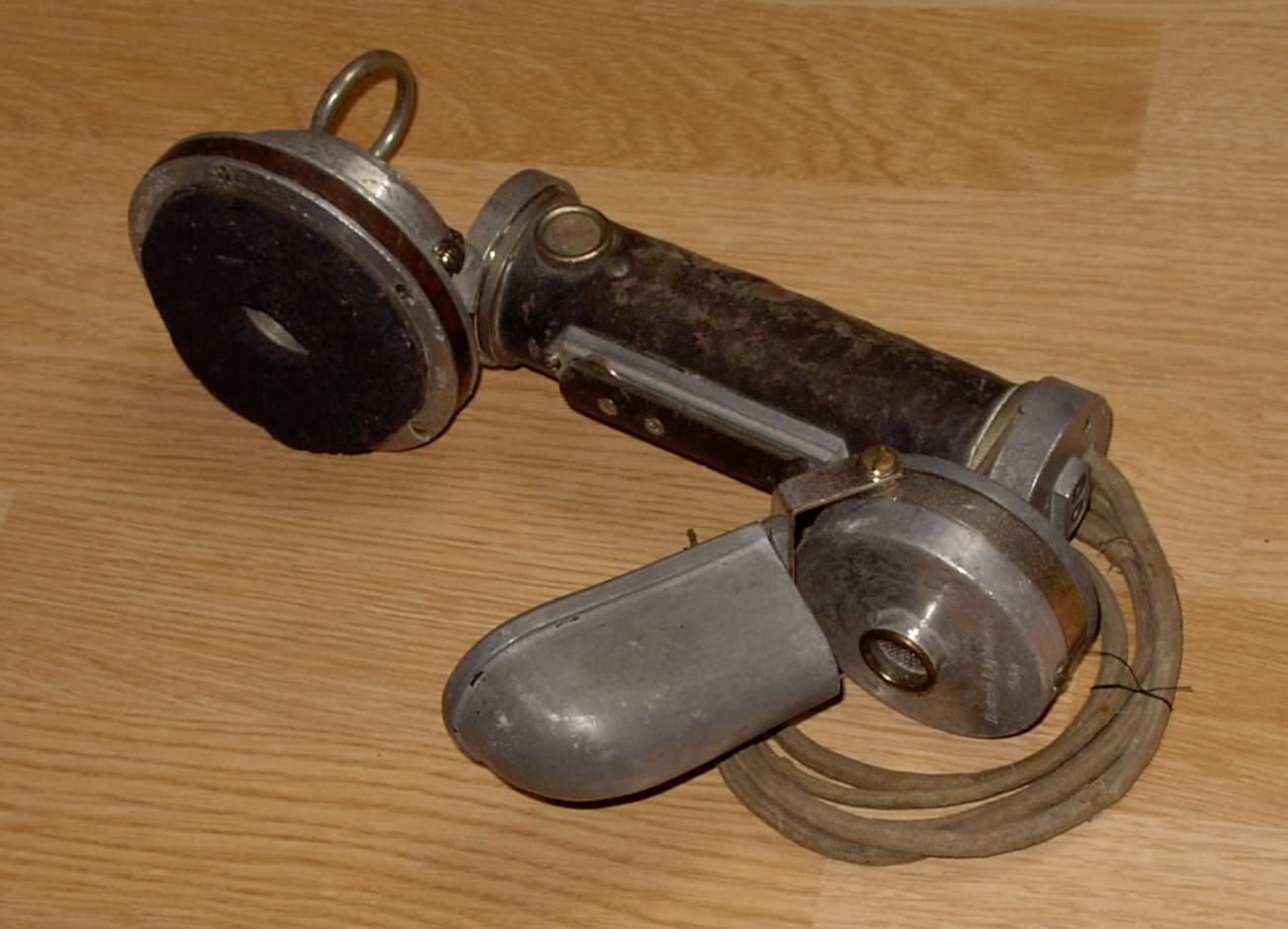
Armeefernsprecher, Modell 1905

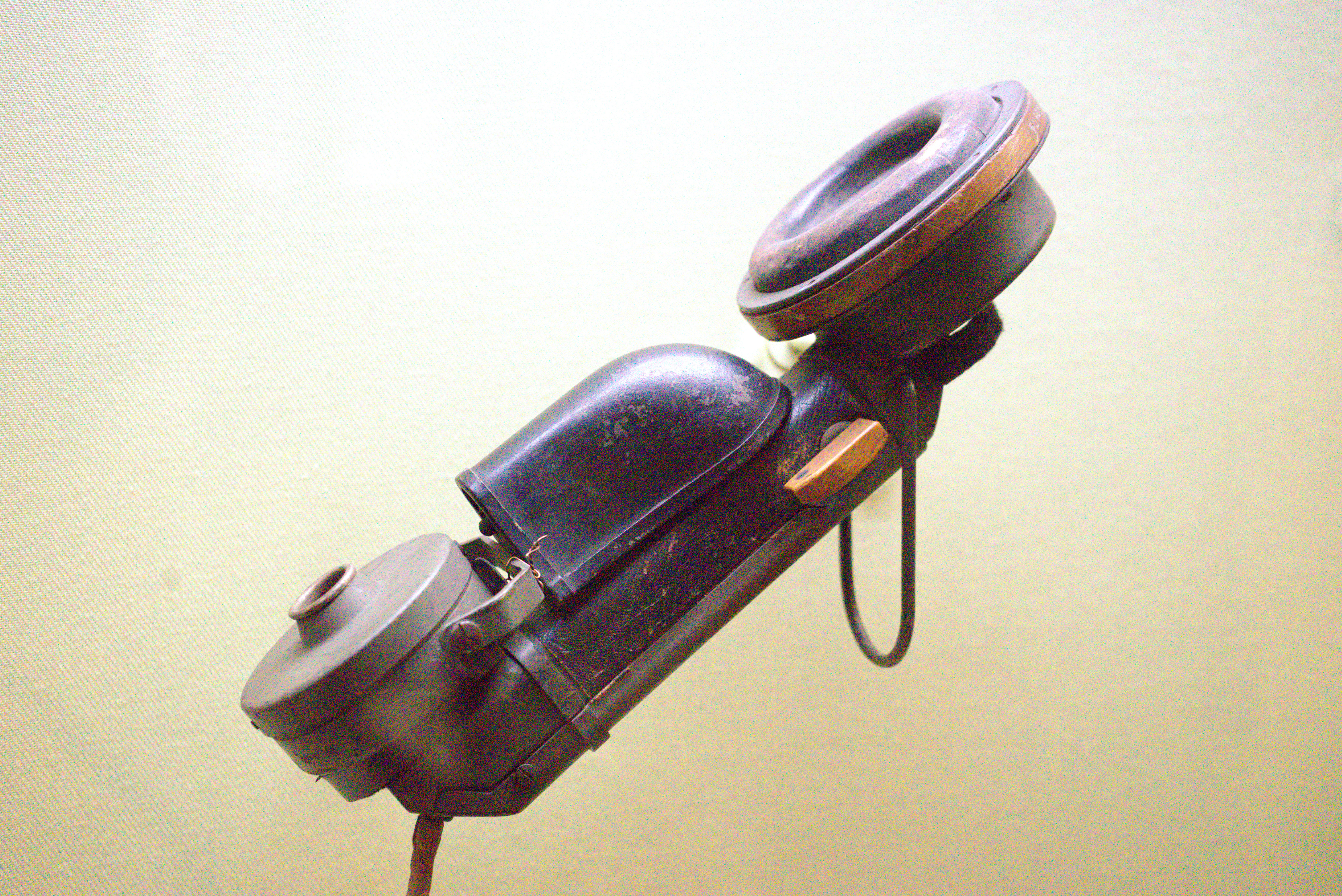
In zusammengeklapptem Zustand

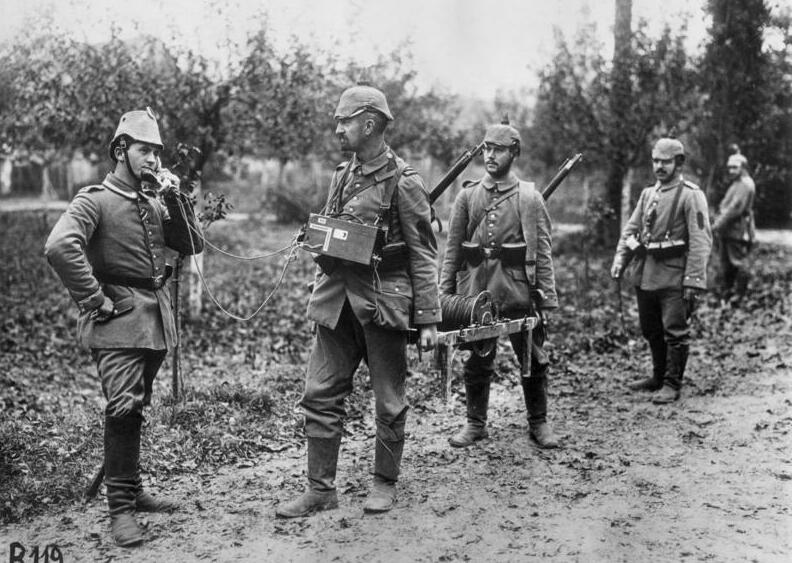
Deutsche Soldaten beim Leitungsbau im Ersten Weltkrieg

Der Armeefernsprecher wurde 1905 von Ammon konstruiert und bis Ende des Ersten Weltkrieges 1918 vom Deutschen Heer eingesetzt.
Der leichte Fernsprechapparat war für den Gebrauch in der vorderen Linie gedacht. Ein Mikrotelefon mit Summeranruf. Er war eine Fortentwicklung des Patrouillenapparats, von dem er sich hauptsächlich durch bessere Eignung zum Fernsprechen, auswechselbare Kapselmikrofone und einen zuverlässigeren Summer unterschied. Der Armeefernsprecher hatte die Form eines Handapparats mit dickem Griff, trug oben den Apparatfernhörer, unten das Mikrofongehäuse mit dem herausklappbaren Sprechtrichter. An drei Seiten des Griffs traten drei Tasten (Sprechtasten, Summertaste und Lauthörknopf) heraus. In dem dicken Griffrohr war der Doppelmagnetsummer eingebaut, dessen Anker über zwei abwechselnd magnetischen Elektromagneten wippende Bewegungen ausführte und auch beim Nachlassen der Batteriespannung kaum nachgestellt zu werden brauchte. Der eine Elektromagnet war zugleich als Sprechspule gewickelt, welche die primären Summer oder Sprechströme in Wechselströme höherer Spannung umformte. In der unteren Fläche des Griffs waren neben dem Austritt der Leitungsschnur zwei Buchsen zur Einstöpselung des besonders mitgeführten Kopffernhörers angebracht. Die Leitungsschnur enthielt sowohl die beiden Batteriezuleitungen als auch die Verbindung zu den Klemmen für Leitung und Erde; ihre Stöpsel wurden in die Armeesprechbatterie, die 2 bis 3 Feldelemente enthielt, eingesteckt. 
Zum Transport des Armeefernsprechers wurde der Sprechtrichter an den Griff herangeklappt, die Leitungsschnurr drumherum gewickelt und in ein Blechfutteral gesteckt. Zu Kriegsende wurde an Stelle des Armeefeldsprechers der Feldfernsprecher 17 eingeführt, dessen Teile den gängigen Mustern der Deutschen Reichspost entsprachen.